# Aritmomanzia
L'aritmomanzia è la pratica divinatoria esercitata attraverso l'interpretazione dei numeri.
Deriva dalla composizione delle parole greche "ἀριθμός (arithmós)" cioè "numero" e "μαντεία (mantéia)" cioè "divinazione".
Si tratta di una pratica numerologica che basa le sue predizioni partendo dall'associazione di un numero a ogni nome o parola d'interesse, calcolandolo tramite l'assegnazione di un valore numerico ad ogni lettera dell'alfabeto latino, in modo simile all'isopsefia (basata sull'alfabeto greco) e alla gematria (basata sull'alfabeto ebraico).

## Storia dell'aritmomanzia
Il primo ad applicare la numerologia all'alfabeto latino fu, nel XVI secolo, Cornelio Agrippa; egli per le sue predizioni applicava un metodo numerologico al nome e alla data di nascita di una persona in modo simile all'isopsefia greca.
Fu intorno al XVIII secolo che l'aritmomanzia venne semplificata e codificata così come la conosciamo oggi.

## Metodi dell'aritmomanzia
Come nell'isopsefia e nella gematria, anche nell'aritmomanzia ad ogni lettera è associato un valore numerico e il numero corrispondente ad un particolare nome si ottiene sommando tra loro i valori numerici delle singole lettere che lo compongono.
A differenza però delle pratiche da cui ha preso origine, il risultato viene espresso nel sistema numerico decimale e dev'essere successivamente "ridotto" sommando le cifre che lo compongono finché alla fine non si ottiene un numero con una sola cifra; questo numero viene infine interpretato secondo i principi della numerologia.
In aritmomanzia esistono diversi metodi per associare una lettera al valore numerico corrispondente.

### Metodo di Agrippa o di Pitagora
Questo metodo si basa sull'associazione tra le lettere dell'alfabeto latino e i numeri da 1 a 9.
Basandosi sull'alfabeto latino, non ha nulla a che vedere con Pitagora che era greco; inoltre, considerando distinte le lettere I e J e anche le lettere U e V, non ha nulla a che vedere nemmeno con Agrippa, dato che queste distinzioni risalgono al XVIII secolo ossia a due secoli più tardi.
I nomi che sono dunque dati a questo metodo sono da considerarsi solamente un tributo a questi due insigni esoteristi.
Questo metodo è quello più conosciuto al giorno d'oggi e si basa sulle seguenti associazioni:
| 1 | 2 | 3 | 4 | 5 | 6 | 7 | 8 | 9 |
| - | - | - | - | - | - | - | - | - |
| A | B | C | D | E | F | G | H | I |
| J | K | L | M | N | O | P | Q | R |
| S | T | U | V | W | X | Y | Z |   |

### Metodo caldeo
Il nome del metodo è un tributo al popolo dei Caldei, che erano di lingua aramaica per la quale si utilizza l'alfabeto ebraico.
L'associazione tra le lettere dell'alfabeto latino e il loro valore numerico avviene tramite una corrispondenza semplificata con la corrispondente lettera dell'alfabeto ebraico.
La peculiarità di questo metodo riguarda i valori delle lettere, che sono compresi tra 1 e 8, escludendo dunque il valore 9.
Questo metodo è meno conosciuto e l'associazione tra le lettere e il loro valore numerico è il seguente:
| 1 | 2 | 3 | 4 | 5 | 6 | 7 | 8 |
| - | - | - | - | - | - | - | - |
| A | B | C | D | E | U | O | F |
| I | K | G | M | H | V | Z | P |
| J | R | L | T | N | W |   |   |
| Q |   | S |   |   | X |   |   |
| Y |   |   |   |   |   |   |   |

### Abjad
Nelle lingue dotate di almeno 27 caratteri letterali, come l'arabo o l'ebraico, viene utilizzato un metodo di corrispondenza lettera/numero ancora diverso: per gli arabi la numerazione abjad, per gli ebrei la gematria.

## Nella cultura di massa
Nella traduzione italiana della saga di Harry Potter questa pratica è chiamata "aritmanzia", ricalcando l'inglese "arithmancy".